# Kočice
Kočice este o localitate din comuna Žetale, Slovenia, cu o populație de 260 de locuitori.